# Resident Evil 3: Nemesis
A Resident Evil 3: Nemesis, Japánban Biohazard 3: Last Escape (バイオハザード3　ラストエスケープ) a Capcom által fejlesztett Resident Evil című videójáték-sorozat harmadik része, amelyet a Capcom adott ki 2000. február 18.-án. A harmadik rész cselekménye 1998 szeptember 28.-án indul, Raccoon City-ben 24 órával a második rész története előtt, majd a játék második felében két nappal később. A játék főhőse az első részből ismerős Jill Valentine, aki két hónappal azelőtt átélt borzalmakkal találja szembe magát a városban egy invázió keretében. A várost teljesen elárasztották az élőhalottak, amik ellen eleinte a rendőrség lép fel, kudarcuk után a katonaság, de ők is elbuknak. A játékosnak ebből a káosz által átjárt városból kell kijutnia.

## Játékmenet
A játék egy túlélőhorror, amelyben a játékos célja, hogy lőfegyverrel átküzdje magát a város zombiktól fertőzött utcáin. Maga a játékmenet az előző részekhez képest csak, csekélyebb változtatásokon esett át. Az első és legszembetűnőbb a felújított grafikai motor és a simulékonyabb mozgási animációk. Az előző részekhez képest új karakter modellek kerültek be. Több interaktív pályaelem is fellelhető a játékban amelyre tüzelve, komolyabb munícióveszteség nélkül végezhet a játékos az ellenfelekkel, ilyenek a robbanó benzines hordók és emelőn fellógatott raklapok. Újítás a játékban, hogy a muníció pótlása a megszokott kész töltények mellett, lehetőség van, készíteni is. Különböző színű fegyverporok találhatóak a játékban, amelyeket egymással kombinálva, különböző muníció jutalmaz. További újítás még, hogy a játék során, némely történeti mérföldkőnél a játék választási lehetőséget ajánl fel, amelyektől függ a játék végkimenetele. Ezt a gyakorlatban úgy oldották meg, hogy a játék egy visszatérő eleme a Nemesis kódnevű szörny folyamatosan üldözi a főhőst és a találkozási pontoknál néhol a játék felajánlja, hogy a játékos megküzd a szörnnyel, vagy elmenekül. Amennyiben folyton harcot választja a játékos, győzelem esetén fegyvermódosítás válik elérhetővé, amellyel nagyobb tűzerőre tesz szert. Amennyiben nem, úgy a játék egy későbbi résznél szabadítja rá a játékosra a Nemesist. Történet szempontjából nem történik érdemi változás.

## Érdekességek
Raccoon City-ben az utcákon egy Burger Kong nevű gyorsétterem látható. Utalás a Burger King-re.
Nagyon közelről nézve az epilógus, "Exit" gombját, látható egy "I Love You, Shinji Mikami, Return to Menu!" felirat, nagyon piciben. Shinji Mikami a játék producere.

## Szereplők

### Jill Valentine
Jill Valentine a  Raccoon Police Department S.T.A.R.S. (Special Tactics and Rescue Squad) különleges alakulatának tagja, a játék főhőse, a játékos által irányítható karakter.

### Nemesis
Nemesis az Umbrella Corporation (Védernyő Vállalat) tudósai által fejlesztett T-Vírus fő hordozója - szervezetét a T-Vírus mozgatja. Rejtélyes főellensége a Raccoon City-i vírusfertőzési katasztrófa túlélőinek, feladatának tekinti a Raccoon Police Department S.T.A.R.S. (Special Tactics and Rescue Squad) különleges alakulatának likvidálását.

### Carlos Oliveira
Carlos Oliveira egy anti-imperialista dél-amerikai gerilla harcos, aki az Umbrella Corporation felkeresésére a U.B.C.S. (Umbrella Biohazard Countermeasure Service) osztagba belépve Raccoon Citybe utazott, hogy a Delta Platoon csapattal felkutassa és eltüntesse a T-Vírus kiszabadulásának és elterjedésének nyomait.

### Mikhail Victor
Mikhail Victor egy szentpétervári különleges katona, a U.B.C.S. Delta Platoon parancsnoka. A Vörös Hadsereg oszlopos katonája volt, míg nem csatlakozott a felesége által vezetett Oroszország környéki gerilla harcokhoz. A U.B.C.S. Delta Platoon vezetésére letartóztatása után kényszerítették, miután terrorizmus vádjával elítélték.

### Nicholai Ginovaef
Nicholai Ginovaef a U.B.C.S. osztaggal Raccoon City-be kiszállt Umbrella Corporation supervisor, feladata a U.B.C.S. megfigyelése, amiről társai természetesen nem tudnak. Jill Valentine és Nicholai Ginovaef viszonya viharos, a játék folyamán a játékosnak Jill Valentine karakterét irányítva alkalma nyílik végezni az orosz spetsnaz veteránnal.